# عنایت‌الله گنجی
عنایت‌الله گنجی فرماندهٔ ژاندارمری هفتکل در زمان جنگ جهانی دوم بود که در برابر متفقین جنگید و کشته شد.
در روز سوم شهریور ۱۳۲۰ (۲۵ اوت ۱۹۴۱) نیروهای انگلیس و شوروی (متفقین) به رغم اعلام بی‌طرفی کامل ایران در جنگ جهانی دوم، ورود به ایران را آغاز کردند و انگلیس با تنها پنج هزار سرباز توانست خاک ایران را به اشغال درآورد اهمیت منطقهٔ نفت‌خیز هفتکل و اتکای اقتصادی - نظامی دولت انگلیس به استخراج نفت آن، پای نیروهای انگلیسی را به شهر کشاند. انگلیسی‌ها، چاه شماره ۲۰ هفتکل را چاه طلائی (Golden Well) می‌نامیدند، چون ۲۰ هزار بشکه نفت از آن، موتور محرکهٔ خودروهای نظامی‌شان را تأمین می‌کرد.
در برابر تهاجم متفقین، بسیاری از فرماندهان لشکرها، راه فرار را در پیش گرفتند و کوچک‌ترین مقاومتی نشان ندادند. فقط در جنوب و غرب، لشکرهای خوزستان و کرمانشاه تا حدودی مقاومت کردند.
در شهر هفتکل، استوار عنایت‌الله گنجی که فرماندهٔ ژاندارمری فُلوت-این (Float-In) هفتکل بود، وقتی خبردار شد هواپیماهای متفقین قصد فرود در فرودگاه هفتکل را دارند، خود را به آنجا رساند و اجازهٔ نشستن به هواپیماها را نداد. اطرافیان به او می‌گفتند شاه تسلیم‌شده و کشور را به متفقین سپرده، تو هم تسلیم شو و خودت را به خطر نینداز، اما گنجی گفت: «من سربازم! مملکت مال شاه نیست؛ و من سرباز شاه نیستم، من سرباز وطنم!»
گنجی سوار بر اسب، خود را به فرودگاه رساند و توانست بعد از چند شلیک، هواپیمای انگلیسی را که  درحال فرود آمدن بود ساقط کند. هواپیمای دوم، وقتی اوضاع را چنین دید، فرودگاه و اطراف آن را به گلوله بست که در این بین استوار گنجی کشته و پیرمردی بنام «قِلیچ» که از عشایر قشقایی بود و برای کمک به استوار آمده بود نیز زخمی شد.